# Agrionoptera dorothea
Agrionoptera dorothea е вид водно конче от семейство Libellulidae.

## Разпространение
Видът е разпространен в Индия (Западна Бенгалия).